# Lorenzo Venuti
Lorenzo Venuti (Montevarchi, 12 april 1995) is een Italiaans voetballer die doorgaans speelt als rechtsback. In juli 2024 verruilde hij Lecce voor Sampdoria.

## Clubcarrière
Venuti speelde in de jeugdopleiding van Fiorentina. Voor hij zijn debuut had gemaakt, verhuurde de club hem in 2014 aan Pescara. Voor deze club kwam de verdediger niet in actie in een officieel duel en een jaar later was het Brescia dat hem overnam. Zijn professionele debuut maakte hij voor deze club op 12 september 2015, toen in de Serie B in het eigen Stadio Mario Rigamonti gespeeld werd tegen Salernitana. De wedstrijd eindigde in 2–2 en Venuti mocht van coach Roberto Boscaglia het gehele duel meespelen.
Voorafgaand aan het seizoen 2016/17 werd Venuti opnieuw verhuurd, aan Benevento. Met deze club promoveerde hij naar de Serie A, waarna de verhuurperiode met een jaar werd verlengd. Aan het einde van deze jaargang degradeerde Benevento weer en Venuti ging ook een niveau lager spelen, bij Lecce. Op 10 november 2018 opende hij tegen Cosenza de score, zijn eerste professionele doelpunt. Lecce won het duel met 2–3. Na deze vierde verhuurperiode keerde Venuti terug naar Fiorentina, waar hij nu onderdeel ging uitmaken van het eerste leftal. In oktober 2019 verlengde hij zijn contract tot medio 2023.
Nadat dit contract afliep, vertrok hij transfervrij bij Fiorentina. Lecce, dat hem in het seizoen 2018/19 al gehuurd had, gaf hem hierop een contract voor twee seizoenen. Tijdens het seizoen 2023/24 speelde hij veertien competitieduels, waarvan elf als invaller. Hierop verkaste Venuti naar het in de Serie B uitkomende Sampdoria.

## Clubstatistieken
| Seizoen | Club        | Competitie | Competitie | Competitie | Beker | Beker | Internationaal | Internationaal | Totaal | Totaal |
| Seizoen | Club        | Competitie | Wed.       | Dlp.       | Wed.  | Dlp.  | Wed.           | Dlp.           | Wed.   | Dlp.   |
| ------- | ----------- | ---------- | ---------- | ---------- | ----- | ----- | -------------- | -------------- | ------ | ------ |
| 2013/14 | Fiorentina  | Serie A    | 0          | 0          | 0     | 0     | 0              | 0              | 0      | 0      |
| 2014/15 | → Pescara   | Serie B    | 0          | 0          | 0     | 0     | —              | —              | 0      | 0      |
| 2015/16 | → Brescia   | Serie B    | 27         | 0          | 2     | 0     | —              | —              | 29     | 0      |
| 2016/17 | → Benevento | Serie B    | 40         | 0          | 1     | 0     | —              | —              | 41     | 0      |
| 2017/18 | → Benevento | Serie A    | 31         | 0          | 1     | 0     | —              | —              | 32     | 0      |
| 2018/19 | → Lecce     | Serie B    | 32         | 2          | 0     | 0     | —              | —              | 32     | 2      |
| 2019/20 | Fiorentina  | Serie A    | 16         | 0          | 2     | 0     | —              | —              | 18     | 0      |
| 2020/21 | Fiorentina  | Serie A    | 28         | 0          | 2     | 1     | —              | —              | 30     | 1      |
| 2021/22 | Fiorentina  | Serie A    | 23         | 0          | 5     | 2     | —              | —              | 28     | 2      |
| 2022/23 | Fiorentina  | Serie A    | 17         | 0          | 0     | 0     | 7              | 0              | 24     | 0      |
| 2023/24 | Lecce       | Serie A    | 14         | 0          | 1     | 0     | —              | —              | 15     | 0      |
| 2024/25 | Sampdoria   | Serie B    | 0          | 0          | 0     | 0     | —              | —              | 0      | 0      |
| Totaal  | Totaal      | Totaal     | 228        | 2          | 14    | 3     | 7              | 0              | 249    | 5      |

Bijgewerkt op 26 juli 2024.